# Мать (фильм, 2009)
«Мать» (кор. 마더, Madeo) — кинофильм режиссёра Пон Чжун Хо, вышедший на экраны в 2009 году.

## Сюжет
Юн Дочжун (Вон Бин) — умственно отсталый парень, не способный ни на чём сосредоточиться и постоянно встревающий в разные неприятности. Однажды, сильно выпив в баре, он возвращается домой и встречает молоденькую девушку-школьницу. На следующий день её находят мёртвой. Вскоре полиция арестовывает Юн Дочжуна и, получив от него формальное признание, объявляет расследование оконченным. Адвокат отказывается защищать его. Мать арестованного (Ким Хёджа), постоянно выручавшая его из неприятностей, решает начать собственное расследование, чтобы выяснить, кому на самом деле понадобилось убивать девушку. Вскоре она находит единственного свидетеля, местного старьёвщика, который утверждает, что убийство совершил Юн Дочжун. Потрясённая пожилая женщина убивает старьёвщика и поджигает его жилище. Через некоторое время полиция сообщает, что обнаружен настоящий убийца — беглый пациент психиатрической клиники, с которым у погибшей девушки была связь. Юн Дочжуна выпускают из тюрьмы, однако его мать знает, что на самом деле произошло той роковой ночью.

## В ролях
- Ким Хёджа — Мать
- Вон Бин — Юн Дочжун
- Чин Гу[англ.] — Цзинь Тэ
- Юн Чже Мун[англ.] — Чже Мун

## Награды и номинации

### Награды
- 2009 — премия «Голубой дракон» (Корея) за лучший фильм
- 2009 — премия Дубайского кинофестиваля за лучший сценарий (Пак Юнкё, Пон Джун Хо)
- 2009 — премия SIGNIS Award кинофестиваля в Мар-дель-Плате (Пон Джун Хо)
- 2009 — премия Nikkan Sports Film Awards за лучший зарубежный фильм
- 2009 — премия Asia Pacific Screen Awards за лучшую женскую роль (Ким Хёджа)
- 2009 — премия «Большой колокол» (Корея) за лучшую мужскую роль второго плана (Чин Гу)
- 2010 — три премии Asian Film Awards: лучший фильм, лучшая актриса (Ким Хёджа), лучший сценарист (Пак Юнкё, Пон Джун Хо)

### Номинации
- 2009 — номинация на приз за лучший фильм кинофестиваля в Мар-дель-Плате (Пон Джун Хо)
- 2009 — номинация на премию Asia Pacific Screen Awards за лучший сценарий (Пак Юнкё, Пон Чжун Хо)
- 2010 — три номинации на премию Asian Film Awards: лучший режиссёр (Пон Джун Хо), лучший актер второго плана (Вон Бин), лучший монтаж (Мун Сэкьюн)
- 2010 — номинация на премию «Независимый дух» за лучший зарубежный фильм

## Критика

### Западные критики
Фильм был очень хорошо принят критиками на Западе. Об этом свидетельствуют данные сайта Rotten Tomatoes, которые гласят, что 104 из 109-ти критических отзывов были положительными, что даёт фильму рейтинг в 95 % свежести. Средняя оценка рецензентов — 7,9 из 10-ти. Вывод сайта гласит: «Сколь сочно, столь же и забавно, картина „Мать“ собрала в себе семейную драму, ужас и комедию. Но при этом фильм сделан в одном общем стиле с большим количеством мрачных пейзажей». Среди 25-ти топовых критиков лишь Джо Ньюмэйеру из «Daily News» фильм не понравился. Он сказал, что корейский Хичкок из Пон Чжун Хо вышел менее успешный, нежели корейский Спилберг. Остальные критики отзывались о фильме по большей части в положительных тонах. Так, Энтони Скотт в телепередаче «At the Movies» назвал фильм «очень необычным и захватывающим». Роджер Эберт из «Chicago Sun-Times» присудил фильму 3,5 звезды из четырёх возможных, написав: «Фильм запутан и обманчив, что является развлечением для ума». Манола Даргис на страницах «New York Times» отмечает достаточно необычный юмор картины, а также странность и загадочность героев, что, по её мнению, и делает их столь реальными. Джим Хоберман в своей статье для «The Village Voice» написал: «Тонкая, основанная на чувствах комедия-хоррор, полностью оправдывающая своё название».
- «Великий фильм. Замечательное, полнокровное, постоянно изобретательное кино, которое увлекает, развлекает, ужасает и так и не отпускает» — Шон Леви («The Oregonian»)[6].
- «Вымысел дикой мощи и восторга. Лучший на данный момент фильм Пона Чжун Хо» — Питер Кео («The Boston Phoenix»)[7].
- «Держит в напряжении. Захватывает дух. Это чудо надо смотреть обязательно. Пон Чжун Хо — один из самых клёвых международных режиссёров нашего времени, и его способность сопоставлять один тон с другим сравнима с талантом великого маэстро джаза. Пять баллов» — Лиза Швартцман («Entertainment Weekly»)[8].
- «Абсолютно феноменальный фильм. Один из лучших киносюрпризов, виденных мной за последние несколько лет. Это кино самого высшего уровня» — Джо Моргенстерн («The Wall Street Journal»)[9].
- «Один из лучших фильмов года, на который идти нужно непременно. Безукоризненно исполненная загадка убийства. Сочетание изумительной кинематографической сноровки, психологической интуиции и чёрного юмора» — Эндрю О’Хейр («Salon.com»)[10].

### Российские критики
В России картину приняли также тепло. Иван Чувиляев на страницах «Независимой газеты» так охарактеризовал картину: «Новый южнокорейский фильм — о женском мужестве, мужском ничтожестве и жалком современном мире». Сергей Анашкин на сайте «Кино без границ» (компания, которая занималась прокатом фильма в России) описывает картину следующим образом: «Самый пронзительный, самый лиричный, и вместе с тем самый жёсткий фильм Пон Чжун Хо. Фильм-хамелеон, то и дело меняющий тон повествования и жанровую окраску. По формальным признакам — триллер, по сути — драма человеческих отношений. С фарсовым юмором и трагедийными обертонами». Дмитрий Савочкин начал свою рецензию словами: «Материнская любовь за гранью добра и зла»; а фильм он назвал «отличным, живым и по-настоящему богатым».
- «„Мать“ — немножко „Подмена“ Клинта Иствуда, то есть фильм о том, что для матери борьба за благо ребёнка — это война. Мать подминает под себя действительность, как танк, и её не остановят ни закон, ни полиция, ни здравый смысл, ни общественное мнение» — Дарья Горячева («Газета.ру»)[14].
- «Сюжет детектива закручен у Пона виртуозно: он всякий раз достает всё новых джокеров из рукава» — Татьяна Алёшичева («Синематека»)[15].
- «Температура картины растёт, воздух накаляется, сюжет сильнее изгибается и обжигает, каждый новый его поворот всё неожиданнее, детектив превращается в триллер. Жанры меняются, но мать остаётся матерью» — Екатерина Визгалова.
- «Мать в интерпретации корейского режиссёра получилась неожиданно шокирующей, особенно для нас, западных зрителей, воспитанных в христианской морали. Пон Чжун Хо разрушает привычные нормы поведения, шокирует нас поступками главной героини, но при этом утверждает: Истина всегда на стороне Матери» — Елена Ищенко («The Spot.ru»)[16].
- «„Мать“ — это не арт-хаус в общепринятом смысле, а идеально задуманный, крепко снятый и отличающийся фирменной восточной изобретательностью триллер, который прямо-таки напрашивается на голливудский ремейк» — Сергей Синяков («Infox»)[17].
- «Безумный финальный танец Матери в автобусе с другими родителями на фоне заходящего солнца — одна из самых красивых и мучительных сцен мирового кино» — Ксения Рождественская («Русский Newsweek»)[18].
- «Игры изощрённого режиссёрского разума происходят в рамках убедительной детективной драмы, которую на поворотах заносит в злую сатиру. Тут есть всё, чего вы ждёте от корейского фильма: мордобой, переходящий в слэпстик (ей-богу, временами кажется, что мы смотрим комедию разлюбившего людей Чаплина), издевательство над убогими, ублюдочный социальный ландшафт, наконец» — Василий Корецкий («Time Out Москва»)[19].
- «Пон Чжун Хо считает, что корейские матери не похожи на остальных — они беспокоятся даже о том, чего ещё не произошло, и принимают активное участие в жизни своих взрослых детей. Если заменить слово „корейские“ на „русские“, фраза смысла не потеряет — да и в любой стране таких матерей много, что отчасти объясняет большой успех картины на различных фестивалях» — Жанна Сергеева («Труд»)[20].